# KPIX-TV
KPIX-TV（チャンネル5）は、アメリカ・カリフォルニア州サンフランシスコに認可されたテレビ局で、サンフランシスコ・ベイエリアのCBSネットワークのアウトレットとして機能する。これは、同じくサンフランシスコにライセンス供与されているCW提携局のKBCW（チャンネル44）と共に、同ネットワークのCBSニュース・アンド・ステーションズ部門によって直営放送局されている。両放送局はサンフランシスコのフィナンシャル・ディストリクトのすぐ北にあるブロードウェイ（Broadway）とバッテリー・ストリート（Battery Street）にスタジオを共有しており、KPIXの送信所はスートロ・タワーの頂上に設置されている。KBCWに加えて、KPIXはかつて共同所有していたラジオ局KCBS、KFRC-FM、KITS、KLLC、KRBQ、KZDGと建物を共有しているが、バッテリー・ストリートでは異なる住所番号（855ではなく865）を使用している。

## 歴史

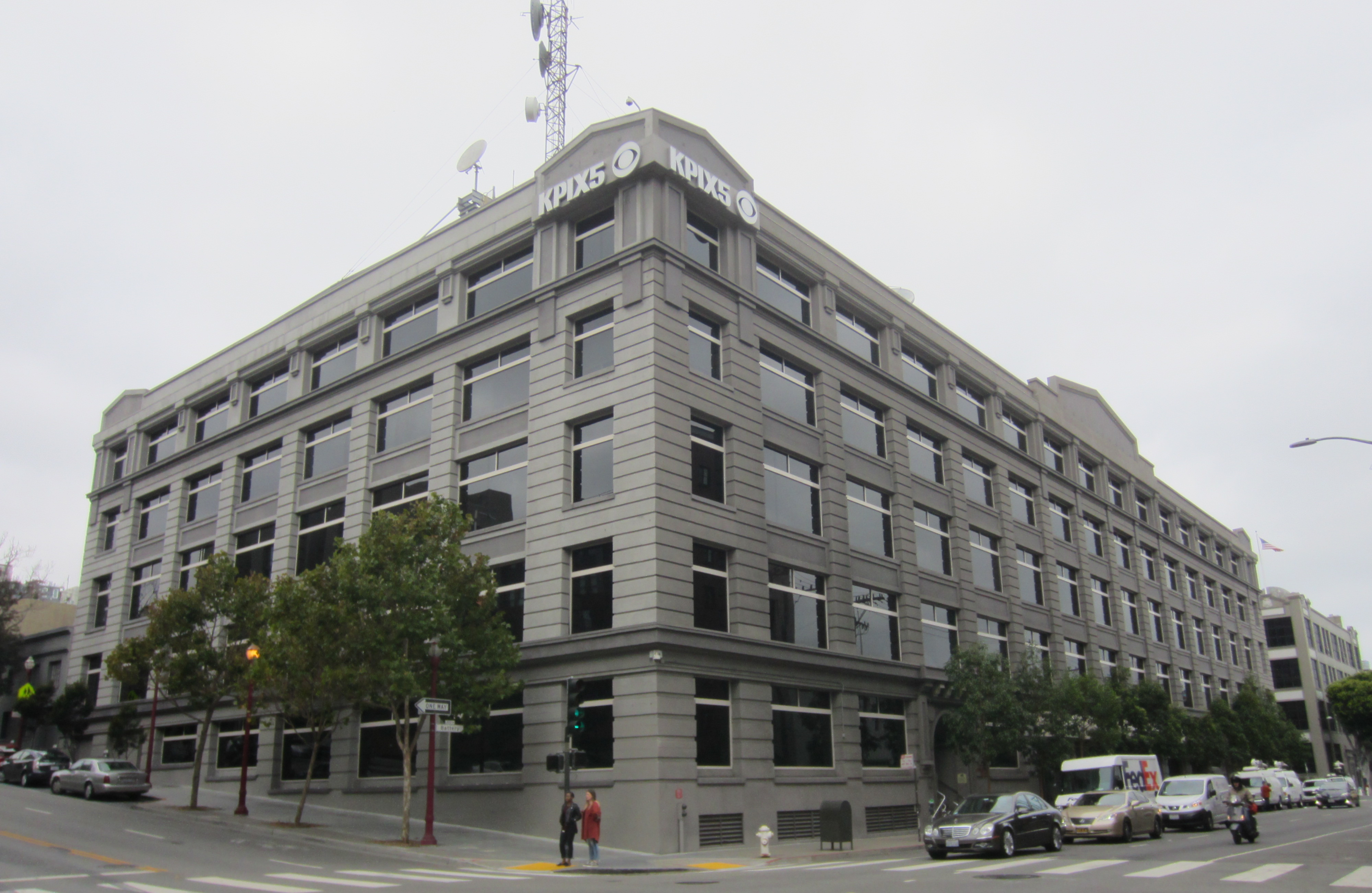
サンフランシスコのバッテリー・ストリートとブロードウェイ・ストリートの角にあるKPIX 5スタジオビル（2018年）

「CBS Bay Area」のロゴ、放送局のウェブサイトに使用

KPIXは1948年12月22日に開局し、北カリフォルニア初のテレビ局であり、アメリカでも49番目のテレビ局となった。元々は、KSFO（560 AM）の所有者であるアソシエイテッド・ブロードキャスターズ（Associated Broadcasters）が所有していた。当初、チャンネル5の信号はノブ・ヒルにあるマーク・ホプキンス・ホテルの屋上から送信された。その後、スートロ・マンション（Sutro Mansion、スートロ山とツインピークスの中間に位置する）にあるKGO-TV（チャンネル7）との共用送信塔に移動し、その後1973年にスートロ・タワーに移動した。KPIXの最初のマスターコントロールルームは、マーク・ホプキンス・ホテルの屋根裏（「Top of the Mark」バーのすぐ上）にあった。
KSFOの所有者が1年前にテレビネットワークと結んだ契約により、すぐにCBSに加わった。KSFOは1937年から1941年までCBSラジオのベイエリア提携放送局だったが、1941年にはアソシエイテッド・ブロードキャスターズがCBSによるラジオ局買収契約を撤回した。KSFOがまだCBSと提携していた時、当初はサンノゼのKQWの周波数である740 AMに移動する予定だった。740 AMはベイエリアで利用可能な最後の50,000ワット周波数であり、KSFOは740に移行した後、出力を50,000ワットに上げる予定だった。しかし、KSFOがCBSラジオと袂を分かった後、同ネットワークはベイエリアへの所属をKQWに移し、ベイエリアで最後に利用可能な50,000ワットの放送局を所有するという利点を放棄するつもりはなかった。連邦通信委員会（FCC）の長期にわたる公聴会の結果、KSFOは740周波数を獲得したが、その後560周波数に留まり、テレビ局の建設に注力することを決定した。ベイエリアのCBSテレビ提携を獲得する代わりに、740周波数をCBSに譲渡した。KQWは740のままで、CBSはコールサインをKCBSに変更した。
1956年にデュモンが廃止されるまで、同ネットワークの番組も放送していた。1949年11月にKRON-TV（チャンネル4）が契約するまでは、いくつかのNBC番組や、『Frosty Frolics』、『Time For Beany』、『Cowboy G-Men』、『Bandstand Revue』など、短命に終わったパラマウント・テレビジョン・ネットワークの番組も放送された。
最初の競合放送局であるKGO-TVが1949年5月に開局した時、KPIXはそれをベイエリアに迎えるための番組を制作した。KPIXカメラは、エドワード・R・マローのナレーションの下、東海岸（ブルックリン橋とニューヨーク港）と西海岸（KPIXが制作したゴールデン・ゲート・ブリッジとサンフランシスコ湾の画像）の両方からの初の大陸間同時テレビ中継で始まった1951年11月18日のCBSニュースの番組『シー・イット・ナウ』の最初のエピソードで使用された。初代ゼネラルマネージャー、フィル・ラスキー（Phil Lasky）の下で、KPIXは報道分野で早くから評判を博し、1951年にサンフランシスコで開催された日本講和会議（ヴェルサイユ条約が第一次世界大戦で果たした役割と同様に、第二次世界大戦を「公式に」終結させた出来事）に関するCBSの全国報道（この功績により、ラスキーは当時のCBSニュース社長のシグ・ミケルソン（Sig Mickelson）から表彰された）や、1953年のサンフランシスコ国際空港への進入中のオーストラリア旅客機墜落事故と、その数週間後にハーキュリーズ郊外の爆発物工場で起きた火薬爆発に関するローカルニュースの発信源として知られていた。スポーツ番組に関しては、1948年12月22日、サンフランシスコ・シャムロックスとオークランド・オークスのパシフィック・コースト・ホッケー・リーグの試合で、ベイエリア初のスポーツテレビ放送を放送した。KPIXは、デュモンのために毎年恒例のカレッジ・フットボールのイースト＝ウェスト・シュライン・ゲームを主催し、1954年までパシフィックコーストリーグのサンフランシスコ・シールズの旗艦放送局だった。
1952年、KPIXとKSFOはヴァン・ネス・アベニュー2655番地（2655 Van Ness Avenue）の新しい建物に移転した。KPIXは1979年に施設を離れ、バッテリー・ストリートとブロードウェイ・ストリートの角にある1920年代の倉庫を改装した場所に移転し（建築事務所ゲンスラーにより改修）、現在もそこにKPIXが残っている（KSFOは1955年にトンガ・ルームのホール向かいにあるフェアモント・ホテルのスタジオに移転した）。ヴァン・ネス・アベニューにあるスタジオ（KPIX脱退後、ブリッジ・スタジオズ（Bridge Studios）に改名）は、テレビ専用に建てられたサンフランシスコ初の建物だった。ゲーム番組『スターケイド』は、KRON-TVのスタジオでパイロット版が収録された後、ここで収録された（2006年にマンション建設のため取り壊された）。
ウェスティングハウス・エレクトリック・コーポレーションは1954年にKPIXを買収し、同社のグループW放送部門の一部として運営した。ウェスティングハウスが所有していた間、KPIXは同社の西海岸唯一のテレビ局だった。さらに、これは歴史的な3文字のコールサインを持たない2つのVHF放送局（ピッツバーグのKDKA-TVと共に）のうちの1つであり、ボルチモアのWJZ-TV（2008年まで）と並んで、一致するコールサインを持つ姉妹ラジオ局を持たない唯一の放送局だった。
1994年、WJZ-TVがFOXとニュー・ワールド・コミュニケーションズとの提携契約でABCとの提携をスクリップス所有のWMAR-TVに失ったことを受け、ウェスティングハウスは大手メディア複合企業への変革を目指す大規模計画の一環として、自社の各局とのグループ規模の提携契約を結ぼうとしていた。ウェスティングハウスはNBCとCBSと契約交渉を行った。ウェスティングハウスがNBCと契約していれば、KPIX-TVはNBCと提携し、CBSとの提携はKRON-TVとなるはずだった。NBC（1980年代から1990年代にかけて最高視聴率のネットワークだった）がより多くの資金を提供したが、CBSは当時の番組制作の停滞のため、ウェスティングハウスが提供する番組制作の機会に興味を持っていた。CBSはまた、将来的にそれぞれのラジオネットワークを統合する可能性を提案した（最終的に実現した）が、NBCは1987年にラジオを放棄した。最終的にウェスティングハウスはCBSと長期契約を結び、5局からなるグループWテレビ部門全体をグループ全体のCBS傘下に転換し、サンフランシスコ市場を所属切り替えの影響を受けなかった数少ない主要市場の一つとした。
1995年後半、ウェスティングハウスはCBSと合併し、KPIXをCBS所有の放送局とし、KCBSラジオと共同所有権を持った。これ以前は、CBSで最も長く在籍した加盟局だった（現在、この栄誉はワシントンD.C.のWUSA-TVに属しており、KPIXの開局から約4週間後に開局し、CBSと提携した）。KPIXは、グループWが所有し、CBS O&Oとなった2つの長年のCBS加盟局のうちの1つでもあり、もう1つはKDKA-TVだった。
2000年にウェスティングハウスとCBSの合併会社はバイアコムに買収され、その後UPN提携局のKBHK-TVと複占となり（FOXテレビジョン・ステーションズが同社をバイアコムに売却した後）、バイアコムが2005年12月に資産を分割すると、KPIXと同社の他の会社は放送資産はCBSコーポレーションの一部となった。2003年5月以来、KPIX-TVとWJZ-TVは、古典的なグループWフォントを今でも使用している旧グループWテレビ局だけである。
2006年5月、KPIXはサンノゼのニュース支局を、KCBSの前身であるチャールズ・ヘロルドの実験的なラジオ放送の元々の拠点として機能したサン・フェルナンド・ストリート西50番地（50 W. San Fernando Street）にあるフェアモント・タワー（Fairmont Tower）に移転した。CBSは、移転が計画された時点ではサン・フェルナンド・ストリートの住所の重要性を認識していなかったが、知らされるとすぐにその重要性を認識して受け入れ、支局の開局記念式典でラジオ放送の発明者の1人を長い間待ち望まれていた功績として称えた。
2019年12月4日、CBSコーポレーションとバイアコムは再合併してバイアコムCBS（現：パラマウント・グローバル）となった。

### ブランディング

旧KPIXロゴ（2013年2月3日 - 2022年12月18日）

特徴的な「5」ロゴは、1965年頃以降に「Group W font（グループWフォント）」がKPIXとその姉妹局で標準となった、ウェスティングハウスの所有下にあったKPIXの時代に遡る。ウェスティングハウスがCBSと合併した時、かつてのグループW放送局の殆どは最終的にフォントを廃止した。ボルチモアの姉妹局WJZ-TV（合併前のグループWの歴史ではABC提携局）と共に、このロゴフォントを使用し続ける唯一のCBS所有のテレビ局2局になる。
KPIXは西海岸で唯一のCBS所有局であり、合併後何年も他のCBS所有局が自らを「CBS (チャンネル番号)」としてブランド化する傾向に従わず、単に自らを「KPIX-TV Channel 5」と称していた。1993年から1996年にかけて、単に「KPIX 5」というブランド名が使用され、ニュース番組の『Eyewitness News』というタイトルも削除され、同時に『KPIX 5 News』というブランド名に変更されたが、その後元に戻った。2003年に、KPIXは姉妹局と歩調を合わせ、「CBS 5」にブランド変更され、その後「CBS 5 Bay Area」にブランド変更された。2013年2月3日、KPIXは「CBS 5」というブランド名を外し、「KPIX 5」というブランド名に戻り、ニュース番組のタイトル『Eyewitness News』も今度は永久に外した。
2022年12月19日、ネットワークの現在の企業アイデンティティに合わせて全てのCBS所有局の大規模なブランド変更を実施する最初の局として、「KPIX CBS News Bay Area」にブランド変更した。ブランド変更には、ネットワークの現在の「Deconstructed eye（脱構築された目）」ブランディングに準拠した新しいグラフィックと、ネットワークの音響ブランディングを組み込んだ新しい音楽も含まれていた。

## 番組

### エンターテインメント番組
KPIXは、エンターテインメント・ライフスタイル番組『イブニング・マガジン』のコンセプトを発案した。『イブニング・マガジン』は1976年8月にデビューし、1年以内にそのコンセプトは他のグループW放送局にも広がった。1978年秋までに、『イブニング・マガジン』形式は、グループWが所有していない全米の放送局に『PMマガジン』としてシンジケート配信された。『イブニング/PMマガジン』形式全体は1980年代後半までに終了されたが、『イブニング・マガジン』は1998年にKPIXで復活した。2005年、サンフランシスコ・ベイエリアにさらに焦点を当てるために『Eye on the Bay（アイ・オン・ザ・ベイ）』と改題された。KBCWは2000年代初頭に同番組の翌日再放送も放送した。2007年にはハイビジョン放送を開始した。『アイ・オン・ザ・ベイ』は2012年9月7日に平日の放送を終了し、その後毎週土曜日の番組に切り替わった。

### 先取された番組
ウェスティングハウスがCBSを買収するまでの殆どの期間、KPIXはネットワーク最大の加盟局だった。それにもかかわらず、1970年代半ばから1994年まで、KPIXがCBSの昼間の番組を先取りするのが標準的な慣例だった（例えば、『タトルテイルズ』の最初のシーズンは、『ペリー・メイスン』と『ザ・プライス・イズ・ライト』の再放送に先んじられ、一時はベイエリアではサクラメントの提携局KXTVを通じてのみ視聴できた）。CBSは「狼よさらば」の暴力的な内容を30以上カットしたが、KPIXと姉妹局KDKA-TVはいずれも、同ネットワークによる1976年の同映画の放送を先取し、映画に残された暴力的な内容を非難し、また、自警団の暴力を映画が支持していることを明らかに非難した。先制措置にもかかわらず、CBSはKPIXが最高視聴率の加盟局の1つであるため、KPIXにほぼ満足していた。CBSがウェスティングハウス放送局と長期提携契約を結んだ2ヶ月後の1994年9月（両社が合併する直前）、KPIXはウェスティングハウスとCBSの間の合意に従い、ローカルニュースの緊急事態を除いて、CBSの全スケジュールを先取無しで放送し始めた。しかし、CBSのプライムタイム番組は太平洋時間帯の通常（20:00から23:00ではなく19:00から22:00）より1時間早く放送され続けており、1992年に遡る。これは1998年に終了し、それ以来、KPIXはCBSのスケジュール全体をパターンで放送している。サクラメントのKOVRは、1995年にCBS提携局になった後も同様の慣行を採用し、2004年にCBSが同局を買収した後もこの慣行を長年維持してきた。先取された番組は全て、CW O&Oの姉妹局KBCWで放送される。

### トーク・法廷番組
1978年にアン・フレイザー（Ann Fraser）とロス・マクゴーワン（Ross MacGowan）で始まり、1991年まで放送された地元制作の朝のトーク番組『People are Talking（ピープル・アー・トーキング）』でも知られていた（この期間中、『ピープル・アー・トーキング』形式は他のグループW放送局にもシンジケートされた）。KPIXでは、番組は数年間『ザ・プライス・イズ・ライト』を先取りした。ゲーム番組は代わりに、KOFY-TV（チャンネル20）などのベイエリアの独立局で放送された。ある時点では、より有名人主導の『People Are Talking in the Afternoon（ピープル・アー・トーキング・イン・ジ・アフタヌーン）』が小さなハウスバンドと共に放送された。『ピープル・アー・トーキング』シリーズの開始に先立ち、アン・フレイザーはビング・クロスビーの妻キャスリンがホストを務める別の30分間のトーク番組『キャスリン・クロスビー・ショー（The Kathryn Crosby Show）』に代わって『ザ・モーニングショー（The Morning Show）』（本質的には『ピープル・アー・トーキング』の30分バージョン）のホストを務めた。『キャスリン・クロスビー・ショー』に先立って、1960年代後半から1970年代前半にかけて、ヘレン・ベントレー（Helen Bentley）がホストを務める『ザ・ベントレー・アフェア（The Bentley Affair）』を放送した。1987年から1988年のシーズン中、16:30から18:00まで90分間の法廷番組『スペリアー・コート』、『ザ・ピープルズ・コート』、『ザ・ジャッジ』を放送した。

### スポーツ
1980年代、KPIXは野球チームのオークランド・アスレチックスの旗艦放送局だった（時にはCBSネットワーク番組の生放送を先取したり遅らせたりすることもあった）が、1990年代初頭にアスレチックスの放送が当時NBC提携局だったKRON-TVに移管された。セレクトAとサンフランシスコ・ジャイアンツの試合は、CBSのMLB放送契約の一環として、1990年から1993年までKPIXで放送された（Aの1990年ワールドシリーズ出場を含む）。1990年代にはバスケットボールチームのゴールデンステート・ウォリアーズのテレビ本拠地でもあった。KPIX-TVは、KRONに移転する前は、ベイ・トゥ・ブレーカーズの独占本拠地でもあった。
1956年から1993年まで、KPIXはCBSのNFL放映権の一環として、サンフランシスコ・フォーティナイナーズの殆どの試合をローカルで放送し、1970年までは合併前のリーグ全体と、1970年から1993年まではナショナル・フットボール・カンファレンスをカバーした。フォーティナイナーズのスーパーボウルでの勝利のうち、第16回スーパーボウルと第24回スーパーボウルの2回は、KPIXでローカル放送された。1994年（ファンのお気に入りジョー・モンタナがカンザスシティ・チーフスにトレードされた翌年）にフォーティナイナーズをKTVU（チャンネル2）に失い、その時NFCパッケージはFOXに移された。しかし、1998年にアメリカン・フットボール・カンファレンスパッケージがNBCからCBSに移り、それ以来、KPIXは殆どのレイダースの試合（オークランドとラスベガスの両方）を放送している。ただし、KPIXは、フォーティーナイナーズがリーバイス・スタジアムでAFCチームと対戦する場合、午後の試合を引き続き放送する。また、フォーティーナイナーズがESPNの『マンデーナイトフットボール』でプレーする場合、あるいは最近ではCBSスポーツと提携してNFLネットワークが制作する『サーズデーナイトフットボール』でフォーティーナイナーズの試合を放送している。2014年、NFLの新しい「クロスフレックス（Cross-flex）」ルールの制定により、フォーティーナイナーズがNFCの対戦相手と対戦する試合は全てKTVUから移動し、KPIXで放送できるようになった。KPIXはリーバイス・スタジアムで開催された第50回スーパーボウルの現地中継も行った。

### キャプテン・フォーチュン
1950年代、KPIXは平日の午後と土曜日の午前中に地元の子供向け番組『キャプテン・フォーチュン（Captain Fortune）』を制作した。スタジオ内の子供向けの視聴者との多数のライブコーナーに加えて、番組では『進め!ラビット』のテレビアニメエピソードが特集された。ブラザー・バズ（Brother Buzz）は、レイサム財団（Latham Foundation、人道的な教育の概念に特化したオークランドに拠点を置く組織）の特集であり、ラルフ・チェス（Ralph Chesse）と会社が作成及び運営するマリオネットを備えた番組で、1952年から毎週放送されていた（その後、独自の独立したスタンドアロン番組となり、KPIXとKGOでさらに数年間放送された）。「キャプテン」は時々、自分の物語を説明するために絵を描いた。「Wiggly lines」と呼ばれる別のコーナーがあり、子供たちにくねくねした線を描いてもらい、キャプテン・フォーチュンに何を描いてほしいかを尋ねると、その線を絵に変換した。キャプテン・フォーチュンは、実際にはピーター・アーベンハイムという才能のあるアーティストだった。アーベンハイムは、1959年にカリフォルニア州サン・カルロスのナース・パブリッシング（Nourse Publishing）から出版された本「Captain Impossible at Sea」を執筆した。1962年のサイエンス・フィクションSF映画「This Is Not a Test」（「Atomic War Bride」としても公開）の脚本を書いた。アーベンハイムは1912年1月26日にイングランドで生まれた。1932年にサンフランシスコに来て、カリフォルニア美術学校（California School of Fine Arts）に通った。教育映画製作者として働いていた。1988年5月2日にサンフランシスコで死去した。

### ディック・スチュワート
1956年から1959年まで、アイオワ州ダベンポート出身のディック・スチュワート（1927年生まれ）は、KPIXで平日のバラエティ番組のホストを務めていた。1959年の映画「ギジェット」の人気を受けて、KPIXはディック・スチュワートのテレビ番組で「ミス・ギジェット（Miss Gidget）」コンテストを実施することを決定した。このコンテストではバルバラ・ブーシェが優勝し、後の番組『ダンス・パーティー（Dance Party）』の「常連」の一人となった。後にブーシェ自身で有名なスターになることになった。
1959年から1963年まで、スチュワートは、地元のティーンエイジャーを招待し、KPIXスタジオで録音された音楽に合わせて踊る番組『ダンス・パーティー』のホスト務めた。スチュワートは現在のレコーディングを再生するだけでなく、人気のあるレコーディングスターを番組に迎えることもあった。『アメリカン・バンドスタンド』の習慣に従い、歌手たちは録音に合わせて口パクで演奏した。また、土曜日に多くの『ハイスクール・サルート（High School Salute）』のホストを務め、生徒や教員とのインタビューや各学校の一部を撮影することで地域の高校にスポットライトを当てた。

### ニュース業務
KPIX-TVは現在、毎週35時間の地元制作のニュース番組を放送している（平日：6時間、土曜日・日曜日：それぞれ2時間半）。過去30年間の殆どにおいて、KPIXはベイエリアのニュース視聴率においてKGO-TVに次ぐ堅実な地位を保っている。ボカ山（Mount Vaca）にある気象コーナー中に「Hi-Def Doppler」と呼ばれるドップラー気象レーダーシステムを利用している。
ベイエリア初のテレビ局であるKPIXは、この地域のローカルテレビニュース報道の先駆者だった。殆どのテレビ局と同様に、1963年までは15分間の夕方ニュース番組を放送していたが、1963年にネットワークが夜のニュース放送を30分に拡大し始めた。KPIXの革新的な番組ディレクターの1人であるレイ・ハバード（Ray Hubbard）は、『The Noon News』を作成した。アンカーは、「Channel 5's Guy on the Go」のジョン・ウェストン（John Weston）と、「Channel 5's Gal on the Go」のワンダ・レイミー（Wanda Ramey、アメリカのテレビ初の女性ニュースアンカーの1人）だった。1965年から1994年まで、そして再び1995年から2013年まで、KPIXはフィラデルフィアの姉妹局KYW-TVが元々採用していた『Eyewitness News』形式を使用した。KGO-TVもニュース番組に同様の形式を使用しているが、KPIXが最初に『Eyewitness News』という名前を付けていた。KGOは、ニューヨーク市の姉妹局であるWABC-TVの形式を採用した。1966年、数年前に「サンフランシスコ・エグザミナー」初の黒人記者だったベン・ウィリアムズ（Ben Williams）と、西海岸初のアフリカ系アメリカ人女性記者のベルバ・デイビスを雇用し、KPIXはサンフランシスコのテレビ市場で初めてアフリカ系アメリカ人のニュースリポーターを雇用した。
1993年、CBSのプライムタイムのラインナップを1時間早めるKPIXの「アーリープライム（Early Prime）」番組編成実験の一環として、23:00のニュース放送を22:00に変更し、番組を1時間に拡大した。当時のNBC提携局KRON-TVも19:00から22:00までのプライムタイム枠を実験し、この時間帯は22:00にニュース番組を放送したが、そのニュース放送はわずか30分しか放送されず、僅か1年後に標準的な20:00から23:00のプライムタイムのスケジュールに戻った。KPIXは、長らく支配的だったKTVUの22:00のニュース番組の視聴率に影響を与えられなかった後、1998年まで標準の太平洋時間帯のプライムタイムのスケジュールに戻さなかった。
KPIXは、『60ミニッツ』の制作者ドン・ヒューイットが全国番組を引退した後に相談して制作した30分間のニュースマガジン『30 Minutes Bay Area（30ミニッツ・ベイエリア）』の本拠地でもあった。『30ミニッツ』のコンセプトは当初、多くのCBS所有の放送局で放送される予定だったが、このコンセプトを実現したのはKPIXだけだった。『30ミニッツ・ベイエリア』は2007年初頭に廃止された。また、2007年から2010年まで放送され、環境の持続可能性、グリーンテクノロジー、地球意識の問題に関するジェフリー・ショーブ（Jeffrey Schaub）によるリポートを特集した「The Greenbeat」などニュース番組で環境報道をフルタイムで提供した最初のアメリカのテレビ局の1つでもある。
2007年、ウェンディ・トクダ（1978年から1992年までチャンネル5の夕方ニュース番組の共同アンカーを務めた）がKPIXに戻り、「Students Rising Above」という特集を持ち込んだが、その起源はKRON-TVでの9年間の在職期間中にあったと報告されている。トクダは1998年に学生奨学金プログラム「Students Rising Above」を設立した。2008年1月28日、（KGO-TVとKTVUに次いで）高解像度でローカルニュース番組の放送を開始した3番目のベイエリアのテレビ局になった。殆どの現場リポートは当初、依然として4:3標準解像度（ピラーボックスではあるが）で放送されていたが、2010年9月に現場リポートにHDカメラの使用を開始したが、KPIXのニュース映像の全てがHDで撮影されているわけではない。
2010年9月、CBSの他のニュース制作O&O放送局にも展開された標準化パッケージである新しいグラフィックをニュース番組に導入しました。これには、1970 年代半ばにWBBM-TVによって導入されて以来、多くのCBS所有の放送局で使用されてきたガリ・メディア・グループによる「The Enforcer」音楽パッケージの追加が含まれていました。2011年1月、平日朝のニュース放送を30分拡大して4:30開始にした。2012年1月8日、姉妹局のKBCWの日曜朝のニュース番組の制作を開始した。
2019年1月14日、30分間の『CBSイブニングニュース』を17:30から18:30に移動した。17:00のローカルニュース放送は1時間に拡大され、18:00のローカルニュース放送は30分間に短縮された。2019年2月初旬までに、新しい30分間のローカルニュース放送が19:00に放送されるようになった。
KPIXは、CBS所有の放送局全体での同様のサービス（それぞれ全国版CBSNサービスのローカライズ版）の展開の一環として、ストリーミングニュースサービス、CBSN Bay Area（現：CBS News Bay Area）を2019年11月18日に開始した。
2021年9月27日、15:00の30分間のニュース番組を開始し、その後『CBSイブニングニュース』の東海岸ライブフィードを開始した。
2022年9月12日、9:00に30分間のニュース番組を開始し、後半の30分間はCBS News Bay Areaでストリーミングされた。

#### 著名な過去の放送スタッフ
- ジム・アビラ（英語版） - 週末アンカー/サンノゼ支局長（1976年 - 1980年）、現：ABCニュース

- ケン・バスティダ（英語版） - アンカー（1990年 - 2021年）、退職[27]

- レネル・ブルックス＝ムーン（英語版） - エンターテインメント担当リポーター（2003年 - 2006年）、現：サンフランシスコ・ジャイアンツPAアナウンサー

- クリスティーン・クラフト（英語版） - アンカー/リポーター（1975年 - 1977年）、後にKGO (AM)（英語版）

- ベロニカ・デ・ラ・クルーズ（英語版） - アンカー（2014年 - 2021年）、現：Newsy

- ポール・ディアンノ（英語版） - 主任気象学者（2012年 - 2019年）、後にWMAQ-TV、現：KCAL-TV（英語版）（2023年 - ）

- ジェイミ・フロイド（英語版） - 法律担当アナリスト・リポーター（1994年 - 1997年）、後に「TED Talks in NYC」司会者[28]、現：WNYC (AM)（英語版）のホスト

- ボブ・ファウツ（英語版） - スポーツアンカー（1965年 - 1968年）、フォーティーナイナーズ実況（1962年 - 1968年）、2019年死去

- ダン・ファウツ - スポーツアンカー（1994年 - 1997年）、後にNFLネットワーク、CBSスポーツ

- バンビ・フランシスコ（英語版） - テクノロジー担当リポーター（1999年 - 2003年）、現：Vator（英語版） CEO

- ウェイン・フリードマン（英語版） - リポーター（1989年 - 1991年[29]）、KGO-TVに移籍して2021年に退職[30]。

- シンシア・ガウ（英語版） - リポーター

- ハロルド・グリーン（英語版） - アンカー（1977年）、後にKABC-TV、KCBS-TV/KCAL-TV（英語版）ロサンゼルス、現：退職

- ジョナサン・カーシュ（英語版） - 『イブニング・マガジン』ホスト/寄稿者（1998年 - 2001年）、現：映画監督、CBSの『キッド・ネイション（英語版）』にも出演していた。

- ダナ・キング（英語版） - アンカー（1997年 - 2012年）、現：フルタイムの彫刻家[31]

- ロン・メイジャーズ（英語版） - アンカー/リポーター（1968年 - 1974年）、後にWLS-TV、現：退職

- マイケル・マーシュ（英語版） - 後にWBRZ-TV（英語版）[32]

- デイブ・マケルハットン（英語版） - アンカー（1976年 - 2000年）、2010年死去

- リー・メンデルソン（英語版） - プロデューサー（1961年 - 1963年）、後にピーナッツのテレビスペシャルでの仕事で知られる、2019年死去

- ハンク・プランテ（英語版） - リポーター、アンカー、政治担当編集者（1985年 - 2010年）、現：引退

- ワンダ・レイミー（英語版） - 共同アンカー/リポーター、アメリカ西部初の女性アンカー（1957年 - 1967年）、2009年死去

- トリッシュ・リーガン（英語版） - リポーター、『Early Edition』代理アンカー（2002 - 2003年）、CBSニュース（2003年 - 2007年）、CNBC/NBCニュース（2007年 - 2011年）、ブルームバーグテレビジョン（2012年 - 2015年）、フォックス・ビジネス・ネットワーク（2015年 - 2020年）

- マイク・ロウ - 『イブニング・マガジン』共同ホスト（2001年 - 2005年）、後にディスカバリー・チャンネル『突撃!大人の職業体験』ホスト

- ナンシー・スナイダーマン（英語版） - 医療担当リポーター（1988年 - 2004年）、後にNBCニュース・MSNBC

- ブライアン・サスマン（英語版） - 気象学者（1989年 - 2000年）、後にKSFO

- ウェンディ・トクダ - 共同アンカー（1977年 - 1991年、2007年 - 2016年）、退職

- カイティ・トン（英語版） - リポーター（1976年 - 1979年）、現：WPIX

- トゥイ・ヴー（英語版） - リポーター（1994年 - 1998年）、後にKTVU（英語版）（1998年 - 2000年）、その後KGO-TV（2000年 - 2005年）、その後KPIXでアンカー/リポーターとして戻った（2005年 - 2012年）、現：KQED-TV（英語版）

- ウェイン・ウォーカー（英語版） - スポーツアンカー（1974年 - 1994年）、2017年死去

- コリーン・ウィリアムズ（英語版） - アンカー/リポーター（1981年 - 1983年）、現：KNBC（英語版）

- ジャン・ヤネヒロ（英語版） - 『イブニング・マガジン』共同ホスト（1976年 - 1990年）。現：アカデミー・オブ・アート大学教員

## 技術情報

### サブチャンネル
デジタル信号は多重化されている。
| チャンネル | 解像度 | アスペクト比 | ショートネーム | 番組編成              |
| ---------- | ------ | ------------ | -------------- | --------------------- |
| 5.1        | 1080i  | 16:9         | KPIX-TV        | メインKPIX-TV番組/CBS |
| 5.2        | 480i   | 16:9         | StartTV        | スタートTV            |
| 5.3        | 480i   | 16:9         | Dabl           | Dabl                  |
| 5.4        | 480i   | 16:9         | FAVE TV        | フェイブTV            |

### アナログからデジタルへの変換
KPIX-TVは、連邦政府が義務付けたアナログ テレビからデジタルテレビへの移行の一環として、2009年6月12日にVHFチャンネル5経由のアナログ信号を停止した。デジタル信号は移行前のUHFチャンネル29に残り、PSIPを使用してKPIX-TVの仮想チャンネルをデジタルテレビ受信機に5として表示した。

### 中継局
- Template:FCC-LMS-Facility ユカイア